# Bokhim
Bokhim (nep. बोखिम) – gaun wikas samiti we wschodniej części Nepalu w strefie Kośi w dystrykcie Bhojpur. Według nepalskiego spisu powszechnego z 2001 roku liczył on 653 gospodarstw domowych i 3147 mieszkańców (1658 kobiet i 1489 mężczyzn).